# 羅斯鎮區 (密歇根州奧克蘭縣)
羅斯鎮區（英語：Rose Township）是位於美國密歇根州奧克蘭縣的一個行政鎮區。

## 地方資料
羅斯鎮區的面積為93.60平方千米，當中陸地面積為89.40平方千米，而水域面積為4.20平方千米。根據2020年美國人口普查的數據，當地共有人口6188人，而人口密度為每平方千米66.11人。